# Asteroide tipo A
Asteroides tipo A são asteroides relativamente incomuns que são encontrados no interior do cinturão de asteroides. A hipótese sobre a sua origem é que esses objetos são derivados a partir do manto de um asteroide diferenciado.
Esses asteroides são de um tipo extremamento raro, em 2005, havia apenas 17 deles conhecidos.

## Características
Eles são caracterizados por um forte espectro de olivina de 1 µm e um espectro vermelho muito pronunciado abaixo de 0,7 μm, indicando a presença de olivina ou misturas de metais, principalmente de ferro e níquel na sua composição. A descoberta de olivina em asteroides é muito importante, porque a olivina só é formada apenas sob a influência de altas temperaturas na ordem de 1100-1900 °C. Isto por sua vez sugere que esta classe de asteroides são fragmentos de núcleos de silicato intermediários de asteroides maiores que, numa fase inicial de sua história, foram parcialmente ou completamente fundidos neste estado e não há separação (diferenciação) de magma.

## Ligações externa
- Технический отчёт по Астероиды класса A (em russo)
- Типы астероидов (em russo)